# 國際印度電影大獎頒獎禮
國際印度電影大獎頒獎禮（英語：International Indian Film Academy Awards，簡稱IIFA Awards）自2000年起由國際印度電影學院頒發，是一個表揚印度電影業界的年度頒奬典禮；其特別之處是每屆頒奬典禮均在印度以外地區舉行。

## 宗旨
國際印度電影大獎頒獎禮是由國際印度電影學院主辦的，而頒獎禮是作為表揚取得傑出成就的印度電影工作者；由於該學會自成立起每年舉辦的頒獎禮均會不同國家或地區進行，除了為了促進國際電影業界之間合作、發展商機及打造國際交流平台外，也會展現舉辦地的獨特歷史及其文化遺產。

## 歷屆舉辦地
第一屆國際印度電影大獎頒獎禮於2000年舉行；該屆頒獎禮在英國倫敦千禧巨蛋內進行；也造就了每屆頒獎禮在印度以外地區頒獎的特色；及後的國際印度電影大獎頒獎禮分別在英國倫敦、南非太陽城、馬來西亞雲頂高原、南非約翰內斯堡、新加坡、荷蘭阿姆斯特丹、阿聯酋杜拜、英國約克郡、泰國曼谷以及澳門的澳門威尼斯人度假村酒店舉辦。

## 獎項
| - 最佳男主角 - 最佳女主角 - 最佳男配角 - 最佳女配角 - 終身成就獎 - 最佳電影 - 最佳導演 - 最佳男新人 - 最佳女新人 - 最佳喜劇角色 - 最佳反派（又譯最佳醜角） | - 最佳配樂 - 最佳電影對話 - 最佳剪輯 - 最佳藝術指導 - 最佳服裝 - 最佳化妝 - 最佳編劇 - 最佳劇本 - 最佳歌詞 - 最佳幕後男歌手 - 最佳幕後女歌手 - 最佳音樂指導 - 最佳音效改編 - 最佳錄音 - 最佳動作設計 - 最佳特別效果 | - Videocon黃金十載音樂大奬 - Videocon 黃金十載男星大奬 - Videocon 黃金十載女星大奬 - Videocon 黃金十載電影大奬 - Videocon 黃金十載導演大奬 |

## 外部連結
- 官方網頁 （页面存档备份，存于）
- Star Plus；頒奬禮官方媒體